# آتزل‌گیفت
آتسلگیفت (به آلمانی: Atzelgift) یک شهر در آلمان است که در وستروالدکرایس واقع شده‌است.